# Szkárosi Endre
Szkárosi Endre (eredeti neve: Horváth Endre) (Budapest, 1952. május 28. – 2022. március 22.) József Attila-díjas (2007) magyar költő, művészeti író, műfordító, kritikus, irodalomtörténész, az Eötvös Loránd Tudományegyetem egyetemi tanára. Intermediális művész, előadó. Az Eötvös Loránd Tudományegyetem Bölcsészettudományi Kar Romanisztikai Intézet Olasz Nyelv és Irodalom Tanszékének oktatója.

## Életpályája
Szülei: Horváth József és Nagy Erzsébet. 1966–1970 között a II. Rákóczi Ferenc Gimnázium diákja. 1971–1972 között az Eötvös Loránd Tudományegyetem Jogtudományi Karának hallgatója. 1972–1977 között az Eötvös Loránd Tudományegyetem Bölcsészettudományi Karának magyar-olasz szakán tanult. 1978–1983 között a Mozgó Világ szerkesztőségi tagja. 1983–1988 között a Lapkiadó munkatársa.

Az "Embernek röpülni boldogság" c. Latinovits-kiállítás megnyitóján (Tóth Csilla Ilona fényképfelvétele)

1984-ben megalapította a Szkárosi&Konnektor művészeti koncertszínházat. 1984–1996 között a József Attila Tudományegyetemen oktatott. 1986–1992 között gondozta az Új Hölgyfutár című lap- és revüvállalkozást, mely a hazai párhuzamos kultúra, avantgárd irodalom és művészet nyomtatott, illetve élő színpadi fóruma volt.
1994-től az ELTE-n olasz irodalmat tanított: előbb docens, majd 2012 novemberétől egyetemi tanár volt.

### Munkássága
Az 1970-es évek elején experimentális (kísérleti) színházi munkát végzett a Brobo csoporttal.
Az 1970-es évek közepe óta publikált verseket, kritikai- és szépírásokat. Az 1970-es évek végétől hangköltészettel és totális koncertszínházzal foglalkozott. 1987 óta videóköltészettel is foglalkozott. Az 1990-es években az angol Towering Inferno és a magyar Spiritus Noister együttessel zenélt.
2018. május 14-én a Szépírók Társasága tisztújító közgyűlésén elnökké választották.

## Művei

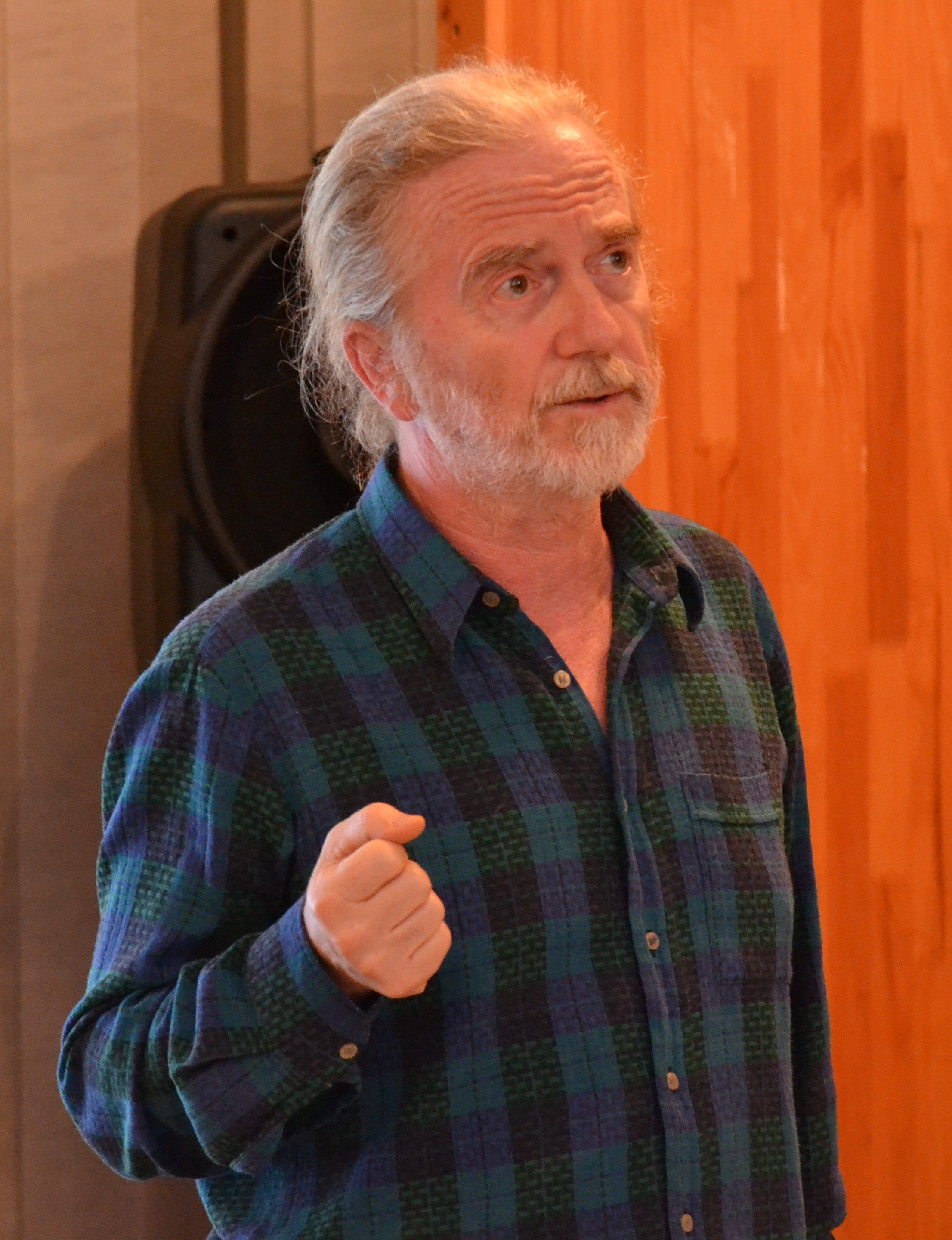
A Klaniczay Tibor-emlékülésen 2012-ben

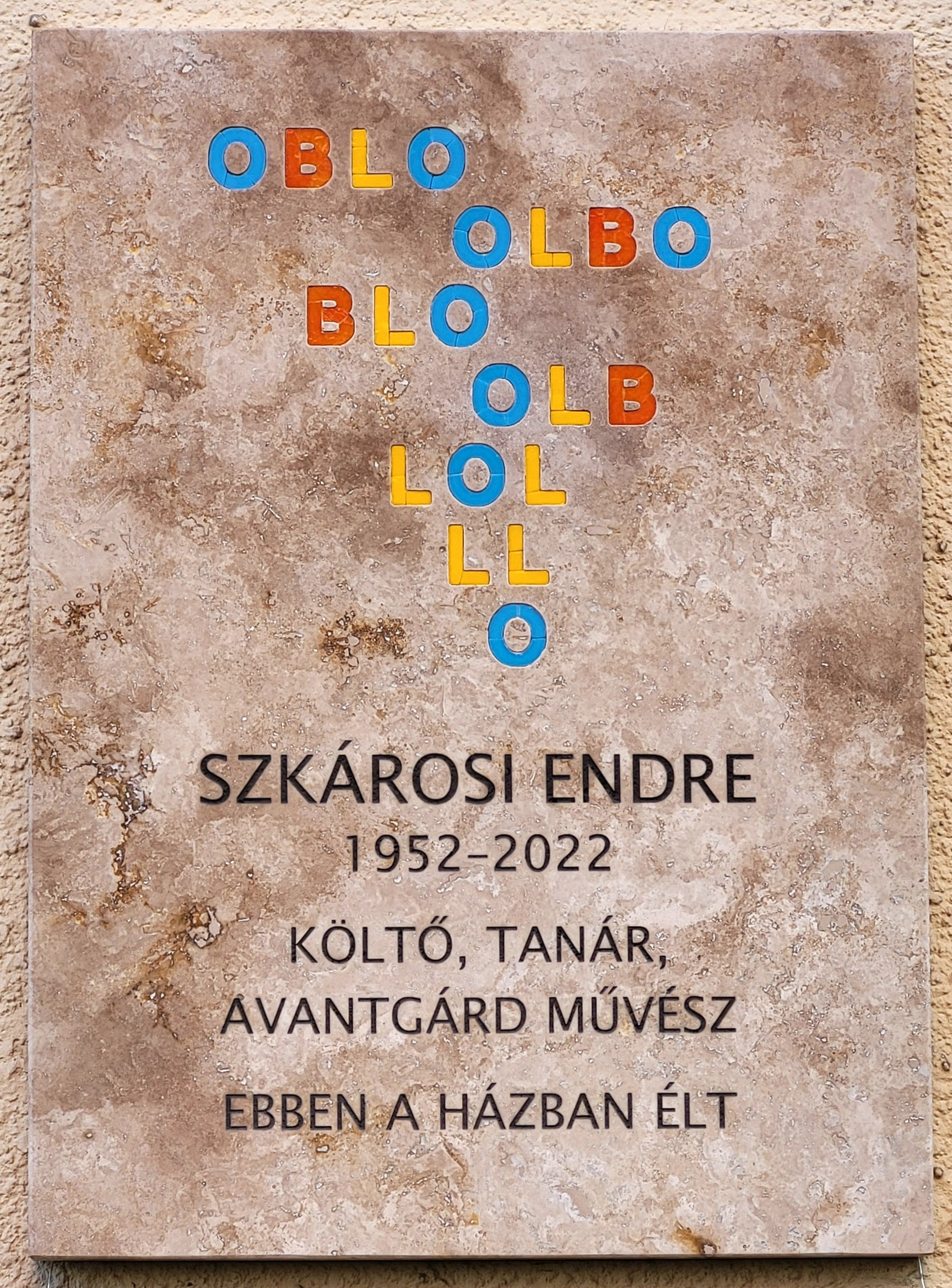
Emléktáblája egykori lakhelyén (Budapest XIII. ker., Váci út 34.)

### Könyvek
- Ismeretlen monológok; Szépirodalmi, Budapest, 1981
- K! K! K! (1986)
- Szellőző művek; szöveg Szkárosi Endre, grafika Galántai György; Magvető, Budapest, 1990 (JAK füzetek)
- Mi az, hogy avantgárd. Írások az avantgárd hagyománytörténetéből; Magyar Műhely, Budapest, 2006 (Underground expanzió)
- Merülő Monró; Magyar Műhely, Budapest, 2007
- A félre-értelmezett futurizmus (2010)
- Egy másik ember. Eszmélkedéstörténeti emlékirat; Orpheusz, Budapest, 2011
- Szkárosi Endre–Arany Imre: Verboterror. Performanszköltemények; Magyar Műhely, Budapest, 2013
- Véletlenül nem jártam itt. Válogatott és új versek; AmbrooBook, Győr, 2018
- Égzsák. Szkár Channel. Régi és új hangköltemények; AmbrooBook, Győr, 2020 + 2 CD
- A másik egy; szerk. Kerber Balázs, Szilágyi-Nagy Ildikó; Prae, Budakeszi, 2024

### Lemezek
- Támad a szél (Márta Istvánnal, Bernáthy Sándorral, 1987, 1998)
- Rózmari (1990)
- Hangmánia (Enzo Minarellivel, 1992)
- Kaddish (1993)
- Island Records (1995, Magyarországon: 1993)
- Tűzfal (1993)
- Spiritus Noister (Kovács Zsolttal, Sőrés Zsolttal, 1994)
- Nemzeti zajzárványok (1996)
- Szkárosicon (2002)
- Kurt Schwitters-Spiritus Noister: Ursonate két énekhangra és zenei környezetre (2003)
- Szkárosi & Konnektor & Bernáthy (2004)

## Műfordításai
- Cesare Vasoli: A humanizmus és reneszánsz esztétikája (1983)
- Portugál kísérleti költészet; válogatta, szerkesztette: Pál Ferenc, bevezetőt írta, válogatta, fordította: Szkárosi Endre, elméleti írások fordította: Horváth Balázs et al.; Íbisz, Budapest, 2002 (Portugál műhely)
- Tomaso Kemeny: Erdély aranypora; fordította: Szkárosi Endre; A Dunánál Kvk., Kolozsvár–Budapest, 2005 (Irodalmi jelen könyvek)
- Tomaso Kemeny: A vízözön mondja. Válogatott versek; összeállította: Szkárosi Endre, fordította: Szkárosi Endre, Kiss Irén, Barna Imre; Magyar Műhely, Budapest, 2011
- Alberto Mondadori: A harag és a szeretet éneke Magyarországért; fordította: Szkárosi Endre; Magyar PEN Club, Budapest, 2017

## Kiállításai

### Egyéni
- 1986, 1994 Budapest
- 1989 Köln

### Csoportos
- 1986 Mexikó, Budapest
- 1987 Budapest, Székesfehérvár
- 1988–1989, 1992, 2000 Budapest
- 1989 Szombathely
- 1990 Varsó, Érsekújvár
- 2001 Velence

## Díjai, kitüntetései
- Móricz Zsigmond-ösztöndíj (1978, 1986)
- Kassák-díj (1986)
- Eötvös-ösztöndíj (1989)
- Locus Signi-díj (1994)
- Széchenyi professzor ösztöndíj (1998–2001)
- Széchenyi István-ösztöndíj (2001–2004)
- Stella della Solidarietà Italiana (2004)
- József Attila-díj (2007)
- Mészöly Miklós-díj (2012)
- A Magyar Érdemrend tisztikeresztje (2016)